# تقارير حقوق الإنسان عن الاحتجاجات البحرينية 2011

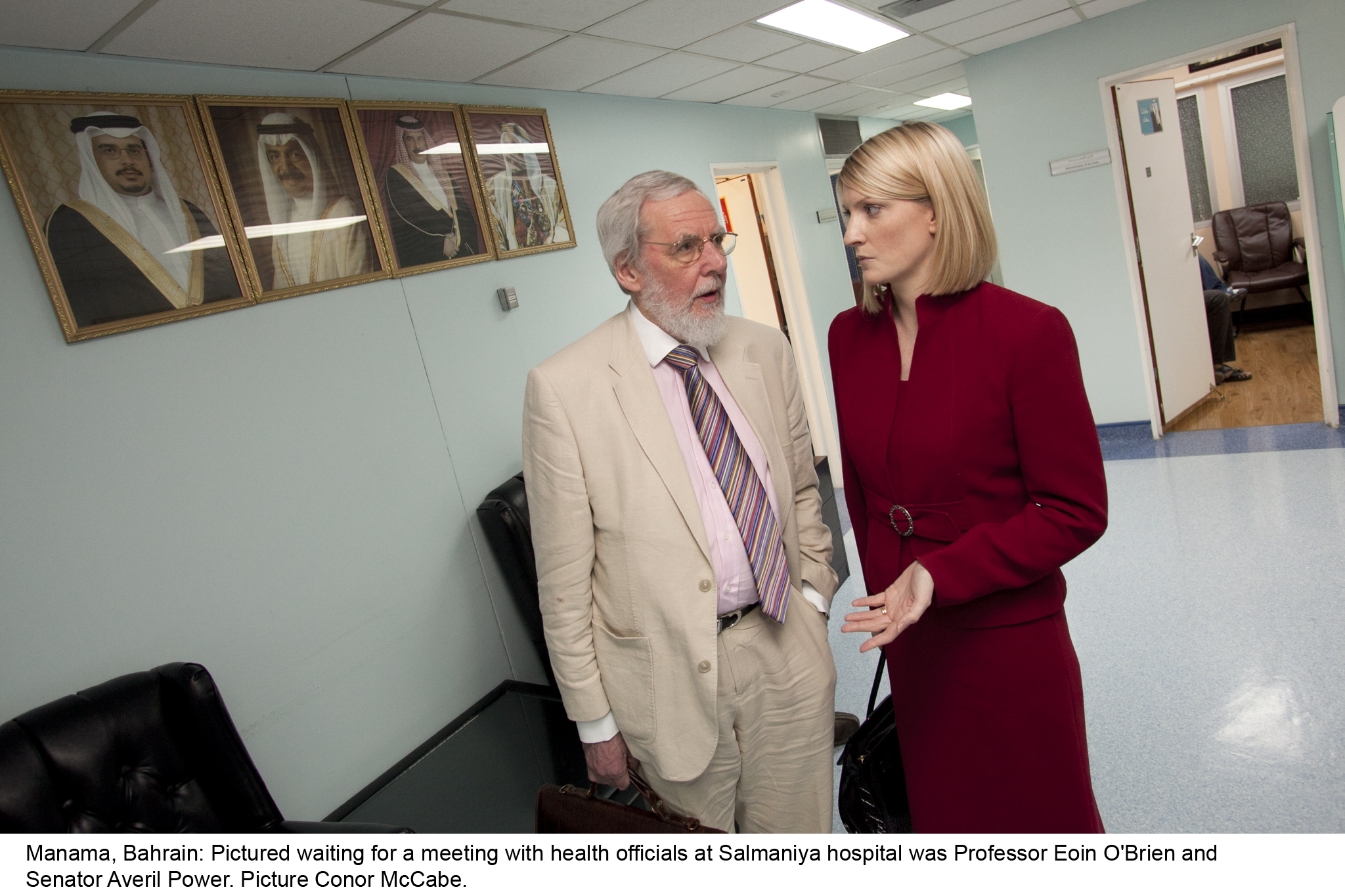
صورة توضحية

نشرت العديد من تقارير حقوق الإنسان عن الاحتجاجات البحرينية 2011 ضمن حملة من الاحتجاجات والعصيان المدني في دولة الخليج العربي البحرين التي تعتبر جزءا من الموجة الثورية من الاحتجاجات ويطلق عليها اسم الربيع العربي. صدر ما لا يقل عن 14 تقارير حقوق إنسان من قبل 18 منظمة مختلفة: منظمة العفو الدولية ومجموعة الأزمات الدولية وأطباء بلا حدود وأطباء من أجل حقوق الإنسان وحقوق الإنسان أولا والشخصيات المستقلة الايرلندية هيومن رايتس ووتش وحقوق الإنسان بلا حدود ومركز البحرين لحقوق الإنسان وجمعية شباب البحرين لحقوق الإنسان والجمعية البحرينية لحقوق الإنسان واللجنة البحرينية المستقلة لتقصي الحقائق والشبكة العربية لمعلومات حقوق الإنسان وفرونت لاين ديفندرز ومركز الخليج لحقوق الإنسان ومؤشر على الرقابة ودعم وسائل الإعلام الدولية ونادي القلم الدولي.

## الخلفية
كجزء من سلسلة من الاحتجاجات التي وقعت في مختلف أنحاء العالم العربي في أعقاب التضحية بالنفس والموت في نهاية المطاف من محمد البوعزيزي في تونس نزل البحرينيون الشيعة إلى الشوارع مطالبين بحريات أكبر. كان ينظر إلى هذه الخطوة في إطار زعزعة الاستقرار للنظام الذي يقوده السنة وبعد ذلك أدت حملة الحكومة الأمنية الوحشية لاخماد المظاهرات بعد دخول درع الجزيرة بقيادة المملكة العربية السعودية. استعانت الحكومة البحرينية أيضا بمرتزقة من باكستان للحفاظ على الأمن ضد المحتجين ومع ذلك استمرت الاحتجاجات المتقطعة بشكل أقل.

## منظمة العفو الدولية
بعد اكتشاف وجود بعض الذخيرة الفرنسية والأمريكية الصنع في أعقاب الغارة على دوار اللؤلؤة في 17 فبراير حثت منظمة العفو الدولية 10 دول على الأقل من الذين يقدمون أسلحة إلى البحرين بما في ذلك ألمانيا وفرنسا وبريطانيا والولايات المتحدة

## مجموعة الأزمات الدولية

### ثورة البحرين
«الاحتجاجات الشعبية في شمال أفريقيا والشرق الأوسط (3): ثورة البحرين» هو تقرير يتكون من 28 صفحة نشر في 6 أبريل 2011 من قبل مجموعة الأزمات الدولية. وفقا للمجموعة فإن التقرير «حث على تسهيل تعيين طرف ثالث بشكل فوري للحوار بين النظام والمعارضة بهدف نحو إصلاح سياسي حقيقي ونزع فتيل التوترات الطائفية ومنع المزيد من أقلمة الاضطرابات». التقرير الثالث يحلل موجة من الاحتجاجات الشعبية في شمال أفريقيا والشرق الأوسط ويصف الخلفية ومسار الثورة الحالية فضلا عن لاعبين البحرين الرئيسيين ومصالحهم ومواقفهم.

### طريق البحرين غير الثابت إلى الإصلاح
«الاحتجاجات الشعبية في شمال أفريقيا والشرق الأوسط (4): طريق البحرين غير الثابت إلى الإصلاح» هو تقرير يتكون من 36 صفحة نشر يوم 28 يوليو 2011 من قبل مجموعة الأزمات الدولية. تقول الجماعة أنها «تدرس الوضع في المملكة بعد خمسة أشهر من اندلاع احتجاجات حاشدة الذي تبعه قمع حكومي وحشي».

## أطباء بلا حدود
«الخدمات الصحية مشلولة: حملة عسكرية في البحرين على المرضى» هو تقرير يتكون من 6 صفحات عن طريق أطباء بلا حدود الذي نشر في 7 أبريل 2011. الخوف ليس موجود. يتم التعرف على المتظاهرين من خلال إصاباتهم ويتم تقييد الوصول إلى الرعاية الصحية لردع الناس عن الاحتجاج وتم إلقاء القبض عليه أولئك الذين يجرؤون على طلب العلاج في المرافق الصحية. أطباء بلا حدود اقتبست كلام منسقها: «المصابون عن طريق الشرطة يتم تمييزهم لاعتقالهم ويحرمون عليهم تلقي الرعاية الطبية من قبل السلطات البحرينية لردع الناس عن الاحتجاج وتستخدم المرافق الصحية كطعم لتحديد وإلقاء القبض على أولئك الذين يتجرأون على طلب العلاج».

## أطباء من أجل حقوق الإنسان
«لا ضرار» هو تقرير يتكون من 42 صفحة نشرته منظمة أطباء من أجل حقوق الإنسان في أبريل 2011 وفيه «وثائق تشجب الانتهاكات المنهجية لحقوق الإنسان في البحرين خلال الاضطرابات السياسية في فبراير ومارس عام 2011 واضطهاد الأطباء والممرضين والممرضات وسائقي سيارات الإسعاف والعاملين الصحيين الآخرين».

### الاستقبال
ذكرت وكالة فرانس برس أن التقرير انتقد «الهجمات المنهجية» على الطاقم الطبي في البحرين. نشر التقرير على عدة وكالات أنباء كبرى بما في ذلك وكالة اسوشيتد برس ووكالة فرانس برس وسي إن إن وبي بي سي وإندبندنت ونيويورك تايمز وواشنطن بوست.

## منظمة حقوق الإنسان أولا

### التحدث بهدوء
«البحرين: التحدث بهدوء» هو تقرير يتكون من 12 صفحة نشرته منظمة حقوق الإنسان أولا في 17 مايو 2011 بعد زيارة وفد منها لتقصي الحقائق لمدة أسبوع واحد في البحرين. في هذا التقرير تقول منظمة حقوق الإنسان أولا أنه «تنشر شهادات مباشرة عن قمع الحكومة البحرينية من وجهة نظر المدافعين عن حقوق الإنسان حاليا في البحرين ويقدم توصيات لحكومات الولايات المتحدة والبحرين لوضع حد لانتهاكات حقوق الإنسان».

### عملية ملتوية
«البحرين: عملية ملتوية» هو تقرير يتكون من 15 صفحة نشرته منظمة حقوق الإنسان أولا بتاريخ 14 يوليو 2011 وفيه وثائق عن كيفية استمرار الحكومة البحرينية في ترويع وتعذيب واعتقال المدافعين عن حقوق الإنسان وإطلاق النار على المدنيين.

### لا مزيد من الأعذار
«لا مزيد من الأعذار - حان وقت التغيير الراديكالي» هو تقرير يتكون من 16 صفحة نشرته منظمة حقوق الإنسان أولا في 12 ديسمبر 2011 ويوثق «آلاف الاعتقالات غير القانونية والتعذيب على نطاق واسع في الاحتجاز والاعترافات القسرية وحالات الوفاة في الحجز». وفقا للمجموعة فإن «التقرير يكشف أن حوالي 160 من رجال الشرطة لا يزالون تواجهون اتهامات لرفضهم المشاركة في حملة الحكومة العنيفة على المتظاهرين وتفاصيل أحدث جلسة للعشرين مسعف الذين يواجهون حاليا محاكمة لعلاجهم المتظاهرين المصابين».

### تجمع العاصفة
«البحرين: تجمع العاصفة» هو تقرير يتكون من 9 صفحات نشرته منظمة حقوق الإنسان أولا في 6 فبراير 2012 الذي ينص على «دليل على سوء المعاملة المستمر بما في ذلك نسخة من أوامر الحكومة للعاملين في المجال الطبي للإبلاغ عن جميع الإصابات للسلطات أو مواجهة النيابة العامة وأول شخص من أعضاء قوة الشرطة البحرينية الذي تم اعتقاله وأسيئت معاملته لأنه رفض المشاركة في القمع الوحشي».

## وفد حقائق الوقائع الأيرلندية
شكل الوفد الايرلندي بعثة لتقصي الحقائق لمدة يومين تتألف من مجموعة من الأطباء الايرلنديين والسياسيين وممثلي حقوق الإنسان بقيادة جراح العظام داميان ماكورماك الذي زار البحرين في منتصف شهر يوليو عام 2011 لتحديد حالة وتأمين إطلاق سراح أكثر من عشرة من الأطباء والطاقم الطبي المعتقلين بتهم مناهضة الحكومة خلال احتجاجات عام 2011. وفقا لأندرو أندرسون من منظمة الخط الأمامي فإن الغرض الأساسي من الرحلة كان زيارة عائلات المقبوض عليهم لتقديم الدعم وجمع المعلومات حول سوء المعاملة المزعومة للمعتقلين.
طلب الوفد لقاء عدد من كبار المسؤولين البحرينيين بما في ذلك ملك البحرين حمد بن عيسى آل خليفة وشمل الوفد:
- أستاذ داميان ماكورماك.
- السناتورة آفيريل باور.
- ماريان هاركين.
- ديفيد أندروز.
- أستاذ أوين أوبراين.
- أندرو أندرسون.

## هيومن رايتس ووتش
"الأهداف من القصاص" هو تقرير يتكون من 54 صفحة صدر عن هيومن رايتس ووتش في 18 يوليو 2011 عن "وثائق انتهاكات الحكومة الجادة ابتداء من منتصف فبراير 2011 ويتضمن هجمات على مقدمي الرعاية الصحية والحرمان من الرعاية الطبية للمتظاهرين المصابين من قبل قوات الأمن وحصار المستشفيات والمراكز الصحية والاحتجاز وسوء المعاملة والتعذيب ومحاكمة الممرضات والمرضى الذين يعانون من إصابات أثناء الاحتجاج.

## حقوق الإنسان بلا حدود
«أي مستقبل للبحرين؟ تقرير أولي من بعثة تقصي الحقائق في البحرين» عبارة عن 41 تقرير نشرته منظمة حقوق الإنسان بلا حدود في 28 أكتوبر 2011. تهدف المهمة إلى دراسة سير عمل اللجنة البحرينية المستقلة لتقصي الحقائق وعملية «الحوار الوطني» والحكم على التوقعات على المدى القصير للإصلاح والديمقراطية في البحرين ومعرفة ما إذا كانت مؤسسات الاتحاد الأوروبي لها تأثير على العمليات.

## المنظمات غير الحكومية المحلية
«سعر الإنسان للحرية والعدالة» هو تقرير مشترك من قبل مجموعة من منظمات حقوق الإنسان غير الحكومية المستقلة في البحرين «لتقديم النتائج الرئيسية من جهد مستمر لتوثيق الانتهاكات التي تحدث في البحرين في عام 2011».

## اللجنة البحرينية المستقلة لتقصي الحقائق
أنشئت اللجنة البحرينية المستقلة لتقصي الحقائق المعروفة محليا في البحرين باسم «لجنة بسيوني» من قبل ملك البحرين يوم 29 يونيو 2011 وكانت مكلفة في النظر في الحوادث التي وقعت خلال الفترة الاضطرابات في البحرين في فبراير ومارس 2011 والنتائج المترتبة على هذه الأحداث.

## جماعات حقوق الإنسان الدولية
«العدل رفض في البحرين» هو تقرير يتكون من 27 صفحة نشرته ست مجموعات حقوقية دولية يوم 23 يناير 2012.